# Jules Ingelow
Janne Julius (Jules) Ingelow, före 1914 Persson, född 13 juli 1891 i Ingelstorps församling, Malmöhus län, död 24 januari 1975 i Vetlanda församling, Jönköpings län,  var en svensk publicist, bokförläggare och tidskriftsredaktör.

## Biografi
Jules Ingelow – förnamnet uttalas som det stavas – utbildade sig för arbete i jordbruket bland annat på Önnestads lantmannaskola. Han blev kontrollassistent i Vetlandaortens kontrollförening 1910–1913. Efter olika yrken blev han 1917 lokalredaktör på tidningen Smålands Folkblad i Vetlanda och 1921–1924 var han redaktör för bondeförbundets tidning Landsbygden i Falköping samt 1927–1956 lokalredaktör för Smålands Allehanda i Vetlanda, där han skrev under signaturerna Per Post, Alter Ego, Bengt Barrskog och Gusten i Backen. Parallellt med detta startade han utgivning av egna tidningar. Mest känd är Svensk Allmogetidskrift, utgiven 1922–1947. Han utgav även en rad diktsamlingar på eget förlag.

## Svenska allmogeförlaget
Svenska allmogeförlaget, som Ingelow startade 1927, gjorde honom känd över landet. Förlaget hade en helt annan utgivningspolicy än andra förlag. Ingelow satsade inte eget kapital i utgivningen, utan lät författarna själva betala hela produktionskostnaden, medan förlaget stod för reklam och distribution. Detta ledde till att utgivna titlar inte kvalitetsgranskades. Författare som refuserats på andra förlag, valde inte sällan att ge ut boken på Ingelows förlag. Sammanlagt utgav förlaget 314 titlar och var periodvis ett av landets största, vad avser antalet utgivna titlar. Av utgivningen var 80 procent skönlitteratur, varav 49 procent fiktionslitteratur för vuxna och 37 procent lyrik. Ett stort antal utgjordes av hembygdspoesi, allmogeskildringar, folklivsberättelser och minnen. Den enda begränsning förlaget uppställde var att pornografisk litteratur inte publicerades. Svenska Allmogeförlaget verkande tidvis även under namnet Allmogeförlaget, Hembygds-Förlaget och Bokförlaget Svithiod. 
År 1930 startades, med Ingelow som drivande kraft, Sveriges hembygdskulturella författareförening. Dess verksamhet torde ha upphört 1947. Han var även styrelseledamot i Hembygds- och fornminnesföreningen Njudung samt ledamot av stadsfullmäktige i Vetlanda och av dess fattigvårdsstyrelse. 
En bestående insats var publiceringen av uppslagsboken Svenska folkförfattare. Bygdediktare, hembygds- och folklivsskildrare , vilken utkom i tre delar 1929–1938. Där finns biografiska upplysningar om en lång rad mindre kända folkliga författare, som saknas i andra författarlexikon. Jämsides med dem finns också biografiska och bibliografiska uppgifter om en rad nationellt erkända författare med intresse för landsbygds- och folklivsskildring. De mindre väletablerade amatörförfattarna kom genom detta lexikon att ingå i ett vidare litterärt sammanhang. Faktauppgifterna erhölls genom utskick av frågeformulär till de berörda och svaren innehåller därmed en rad intressanta förstahandsuppgifter.

### Redaktör
- Värt att veta om litet av varje : medan året går ... Bonde- practikan med horoskåp och väderlekförutsägelser  : huskurer och örtmediciner  : råd, rön och recept  : ordspråk och talesätt  : krönika och kuriosa om varjehanda. Vetlanda: Hembygds-förl. 1966. Libris 810186
- Årets gång i sedvänjor och folktro enl. bonde-practikan med horoskop och väderleksförutsägelser, huskurer och örtdekokter, råd, rön och recept, ordspråk och talesätt, krönika och kuriosa om varjehanda. Vetlanda: Hembygds-förlaget. 1968. Libris 908879
- Nya bonde-praktikan om årets gång i sed och folktro : Sibyllas profetia med drömtydningar. Vetlanda: Hembygds-förlaget. 1969. Libris 908871
- Lilla practikan : om årets gång i sed och folktro med vädertecken, horoskop, märkesdagar  : Sibyllas profetia samt drömtydningar och huskursrecept. Vetlanda: Hembygds-förlaget. 1970. Libris 908874